# Pahorkatina

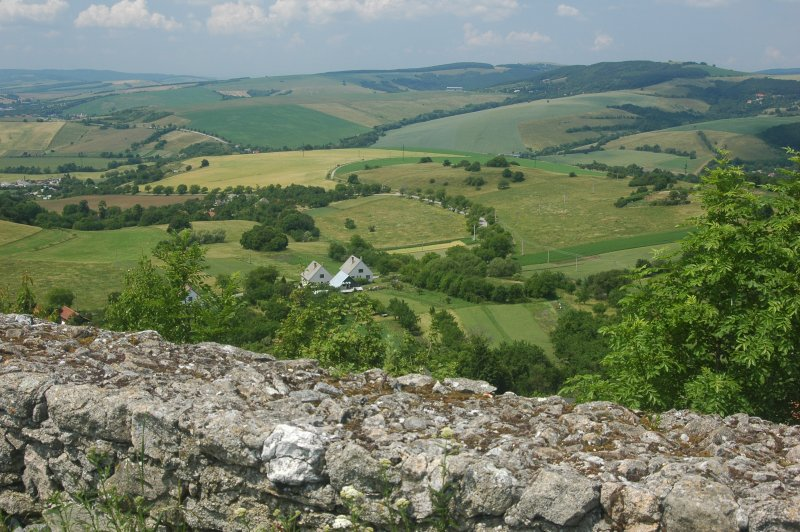
Senická pahorkatina

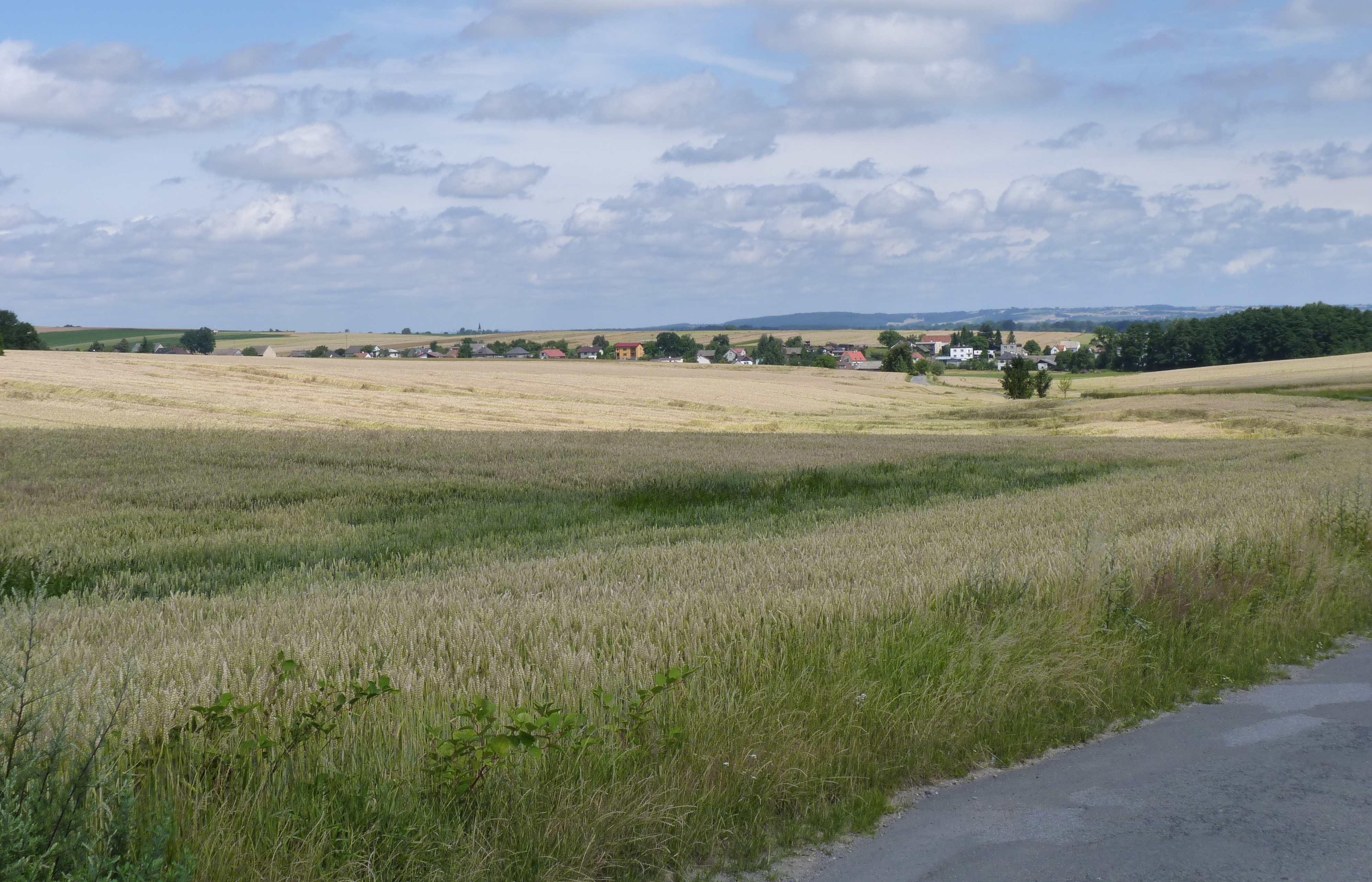
Opavská pahorkatina

Pahorkatina je geomorfologická jednotka s mírně zvlněným reliéfem a vnitřní výškovou členitostí 30 až 150 m. Vyskytuje se obvykle v nadmořských výškách 200 až 600 m.
Pahorkatiny tvoří významnou část povrchu Česka a jsou typické především pro Česko-moravskou subprovincii (soustavu).

## Příklady pahorkatin
- Opavská pahorkatina
- Plzeňská pahorkatina
- Středočeská pahorkatina